# پل ایگبوگون
پل ایگبوگون (انگلیسی: Paul Aigbogun؛ زادهٔ ۱۹۷۲ (۵۲–۵۳ سال)) بازیکن فوتبال است.